# Epilepia
Epilepia is een geslacht van vlinders van de familie snuitmotten (Pyralidae), uit de onderfamilie Epipaschiinae.

## Soorten
- E. dentatum Matsumura & Shibuya, 1927
- E. melanobasis (Hampson, 1906)
- E. melanobrunnea (Janse, 1922)
- E. melanosparsalis (Janse, 1922)
- E. meyi Speidel, 2007
- E. simulata Janse, 1931